# Championnat d'Asie masculin de basket-ball 1989
Navigation
Thaïlande 1987 Japon 1991
Le championnat d'Asie de basket-ball 1989 est la quinzième édition du championnat d'Asie des nations. Elle s'est déroulée du 15 au 24 septembre 1989 à Pékin en Chine.

## Classement final
| Position | Équipe          | Bilan |
| -------- | --------------- | ----- |
| 1        | Chine           | 8v-0d |
| 2        | Corée du Sud    | 7v-1d |
| 3        | Taïwan          | 6v-2d |
| 4        | Japon           | 4v-3d |
| 5        | Iran            | 4v-3d |
| 6        | Inde            | 2v-4d |
| 7        | Arabie saoudite | 3v-4d |
| 8        | Philippines     | 2v-5d |
| 9        | Malaisie        | 4v-2d |
| 10       | Pakistan        | 3v-4d |
| 11       | Singapour       | 4v-3d |
| 12       | Thaïlande       | 1v-5d |
| 13       | Hong Kong       | 2v-4d |
| 14       | Indonésie       | 1v-5d |
| 15       | Bangladesh      | 0v-6d |